# Christian Dietrich Grabbe
Christian Dietrich Grabbe (n. 11 decembrie 1801 - d. 12 septembrie 1836) a fost un dramaturg german.
Alături de Georg Büchner, a fost un important exponent al dramei realiste germane.
Piesele sale, de factură romantică, au inițial accente satirice, ca apoi să dobândească o viziune realistă, violentă și demascatoare.
Expresioniștii l-au considerat un precursor al acestora.

## Scrieri
- 1827: Marius și Sulla ("Marius und Sulla")
- 1827: Don Juan și Faust ("Don Juan und Faust")
- 1831: Napoleon sau Cele o sută de zile ("Napoleon oder Die hundert Tage")
- 1835: Hannibal
- 1838: Bătălia lui Varus ("Die Hermannsschlacht").

1. ↑  Граббе Кристиан Дитрих, Marea Enciclopedie Sovietică (1969–1978)[*]
2. ↑  „Christian Dietrich Grabbe”, Gemeinsame Normdatei, accesat în 30 decembrie 2014
3. 1 2  „Christian Dietrich Grabbe”, Gemeinsame Normdatei, accesat în 2 aprilie 2015
4. ↑  Autoritatea BnF, accesat în 10 octombrie 2015
5. ↑  CONOR.SI[*] Verificați valoarea |titlelink= (ajutor)